# Hardanges
Hardanges ist eine französische Gemeinde mit 172 Einwohnern (Stand: 1. Januar 2022) im Département Mayenne in der Region Pays de la Loire. Die Gemeinde gehört zum Kanton Lassay-les-Châteaux im Arrondissement Mayenne. 

## Geographie
Hardanges liegt etwa 57 Kilometer nordwestlich von Le Mans. Umgeben wird Hardanges von den Nachbargemeinden Le Ribay im Norden, Le Ham im Nordosten, Loupfougères im Osten und Südosten, Champgenéteux im Süden und Südosten, La Chapelle-au-Riboul im Westen und Südwesten sowie Marcillé-la-Ville im Westen und Nordwesten.

## Bevölkerungsentwicklung
| Jahr      | 1962 | 1968 | 1975 | 1982 | 1990 | 1999 | 2006 | 2019 |
| Einwohner | 454  | 376  | 335  | 300  | 258  | 245  | 217  | 204  |

## Sehenswürdigkeiten

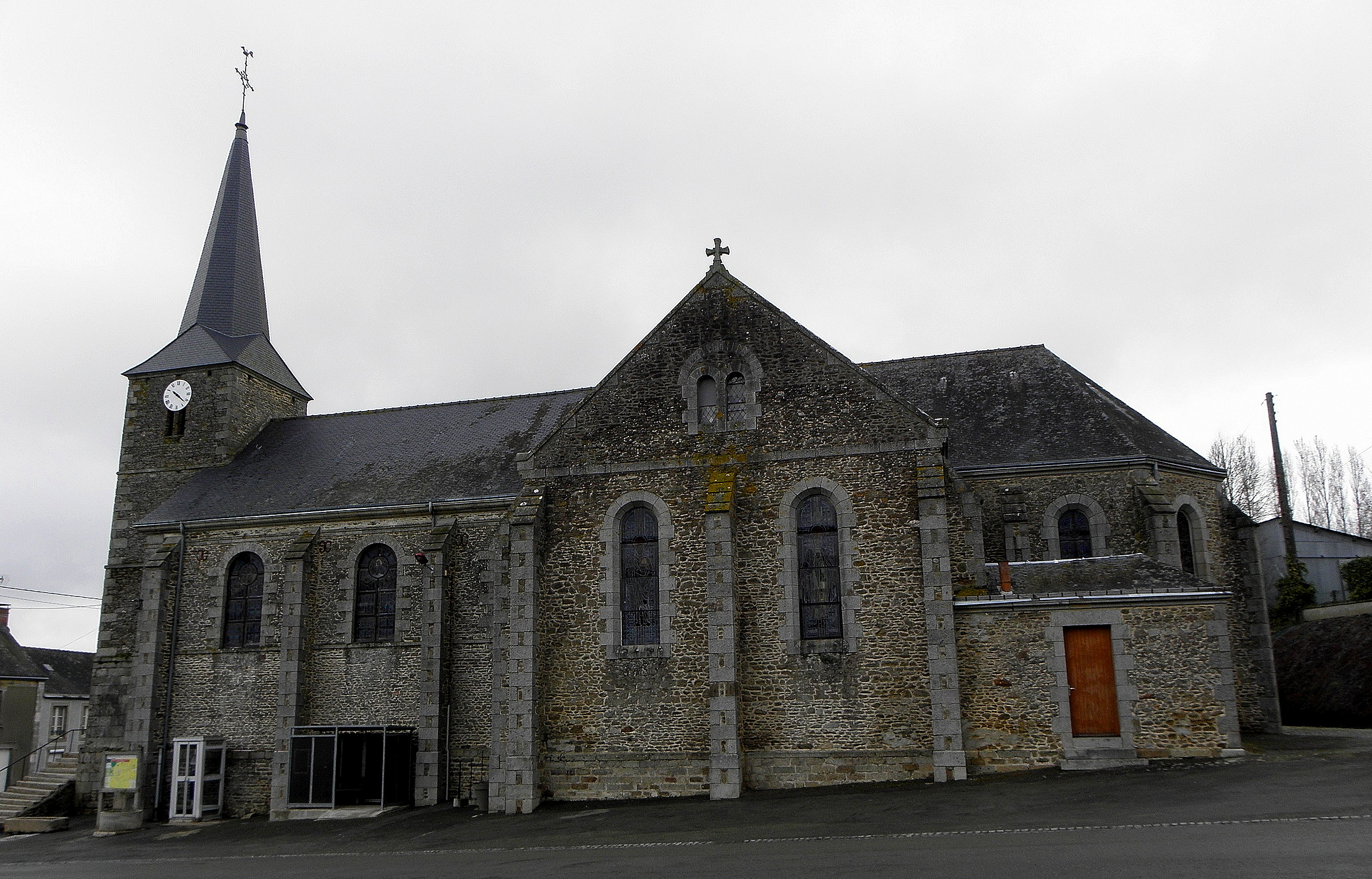
Kirche Saint-Pierre
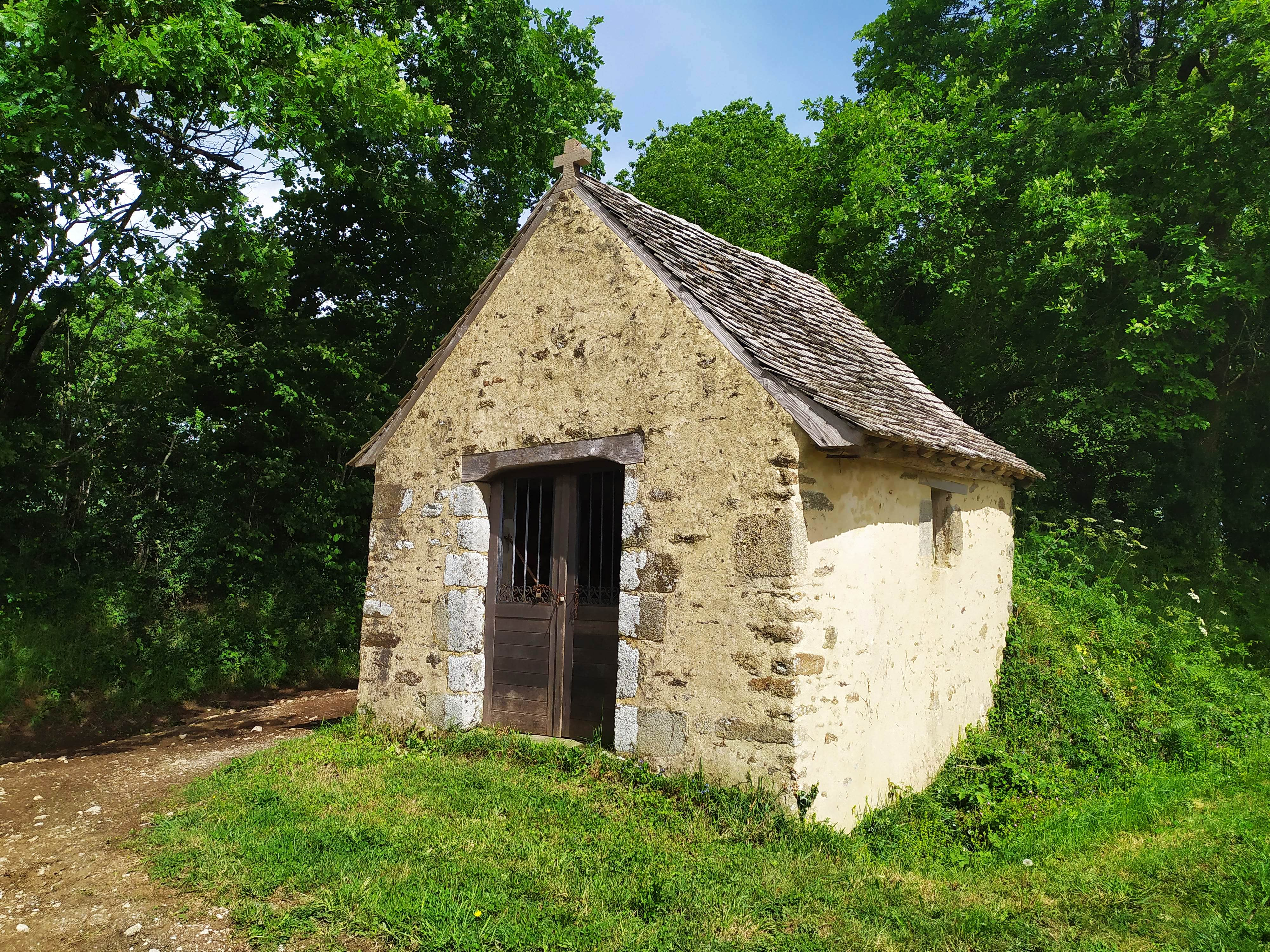
Kapelle Saint-Mathieu
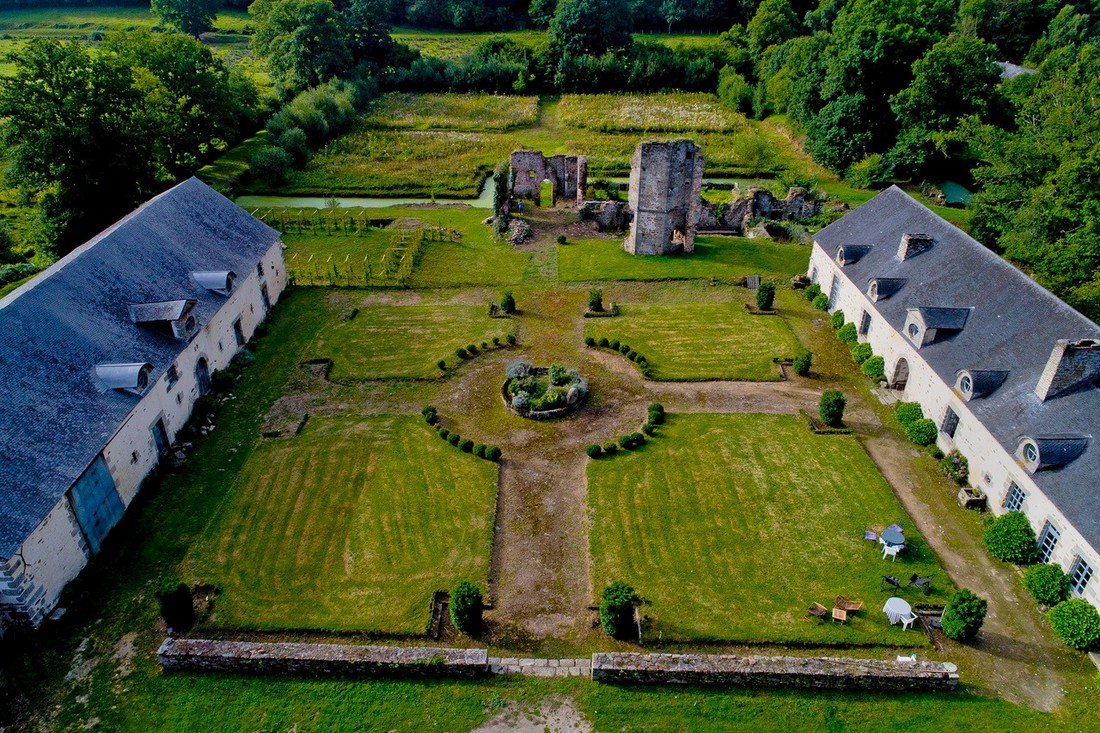
Reste des Schlosses Chasse-Guerre

- Kirche Saint-Pierre
- Kapelle Saint-Mathieu
- Reste des Schlosses Chasse-Guerre